# Evison-Gletscher
Der Evison-Gletscher ist ein kleiner Gletscher im ostantarktischen Viktorialand. Er entwässert das südliche Ende des Molar-Massivs in den Bowers Mountains. 
Wissenschaftler einer von 1967 bis 1968 durchgeführten Kampagne im Rahmen der New Zealand Geological Survey Antarctic Expedition benannten ihn nach Frank Foster Evison (1922–2005) von der Victoria University of Wellington, Neuseelands erstem Professor für Geophysik im Jahr 1967.